# Paratheocris lunulata
Paratheocris lunulata är en skalbaggsart som först beskrevs av Hintz 1919.  Paratheocris lunulata ingår i släktet Paratheocris och familjen långhorningar. Inga underarter finns listade i Catalogue of Life.